# 가지무라트 라시도프
가지무라트 가지간도비치 라시도프(러시아어: Гаджимура́д Газига́ндович Раши́дов, 러시아어 발음: [ɡəd͡ʐʐɨmʊˈrat rɐˈʂɨdəf], 1995년 10월 30일~)는 러시아의 레슬링 선수이다. 2020년 하계 올림픽 자유형 라이트급 동메달을 획득했으며 세계 레슬링 선수권 대회에서 1회 우승, 2회 준우승을 차지했다.
미국 국적 레슬링 선수를 상대로 무패 전승을 달성하여 "올아메리칸 킬러"(영어: All-American killer)라는 별명을 보유하고 있다.